# Jean Sarment

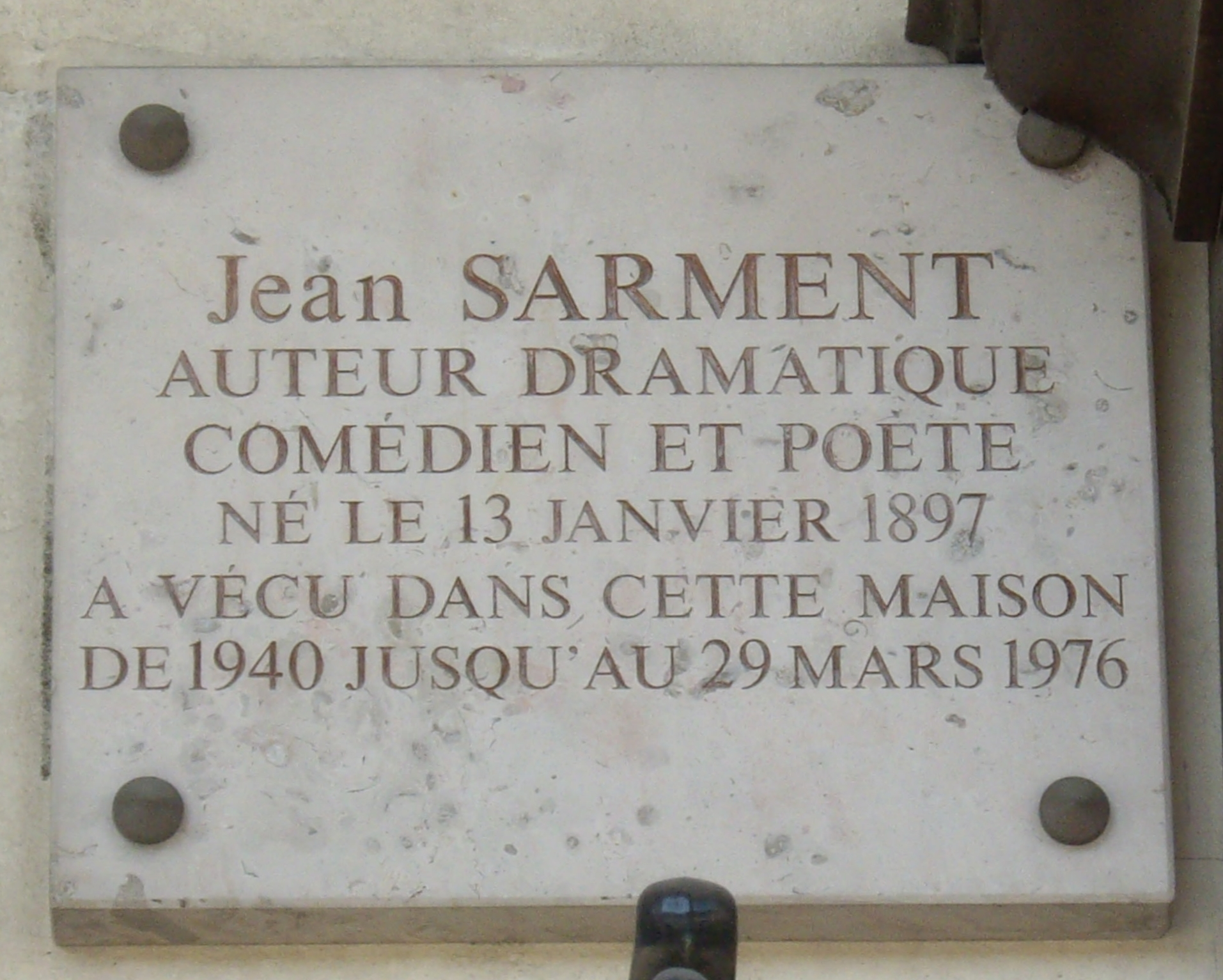
Gedenktafel an der Nummer 198 in der rue de Rivoli, Paris.

Jean Sarment (* 13. Januar 1897 in Nantes; † 29. März 1976 in Boulogne-Billancourt) war ein französischer Schauspieler, Dramatiker und Romancier.

## Leben und Werk
Jean Bellemère, der früh das Pseudonym Jean Sarment annahm, hatte als Gymnasiast in Nantes Jacques Vaché zum Freund. Mit 16 ging er nach Paris, durchlief die Schauspielschule Conservatoire national supérieur d’art dramatique und spielte an der Seite von Réjane und Louis Jouvet im Théâtre Sarah-Bernhardt und im Theater Vieux Colombier. 1920 wurde sein erstes eigenes Theaterstück, La couronne de carton, von Lugné-Poe inszeniert. Es folgten Le pêcheur d’ombres (1921), Le mariage d’Hamlet (1922), Je suis trop grand pour moi (1924, Comédie-Française), Les plus beaux yeux du monde (1925) und Léopold le Bien-Aimé (1927). Diese Stücke hatten den Gegensatz zwischen erträumtem und realem Leben zum Thema und zeigten Einflüsse von Shakespeare, Alfred de Musset, Jules Laforgue, Pirandello, Henry Bataille und Porto-Riche. In vielen seiner Stücke spielte er die für sich geschriebene Rolle.
Ab 1928 wechselte Jean Sarment zur leichten Komödie: Sur mon beau navire (1928), Bobard (1930), Le plancher des vaches (1931), Peau d’Espagne (1931), Madame Quinze (= Madame Pompadour, 1935), Mamouret (1941), Le pavillon des enfants (1955). 5 seiner Stücke wurden ins Deutsche übersetzt.
Daneben schrieb er Gedichte (gesammelt 1964) und Romane: Jean-Jacques de Nantes (1922), Lettres à Corysande (1925), Lord Arthur Morrow Cowley (1931), Le livre d'or de Florimond (1948), Cavalcadour (1977, autobiographisch) sowie ein Buch über Charles Dullin (1950).
Jean Sarment war verheiratet mit der Schauspielerin Marguerite Valmond (1897–1982). Er war seit 1952 Offizier der Ehrenlegion. In der Rue de Rivoli Nr. 198 in Paris ist eine Gedenktafel angebracht. In Pornic, wo er begraben liegt, trägt eine Straße seinen Namen.

## Werke (soweit ins Deutsche übersetzt)
- Le pêcheur d’ombres. 1921.
  - (deutsch) Der stille Fischer. Schauspiel in 4 Akten. Internationale Theaterverlagsgesellschaft, Wien 1928.
- Léopold le Bien-Aimé. 1927.
  - (deutsch) Vielgeliebter Leopold. Komödie in drei Akten. Desch, München 1987. (übersetzt von Wolfgang Kirchner)
- Mamouret. 1941.
  - (deutsch) Ihr 106. Geburtstag. Komödie in drei Akten. Strassegg, Bad Reichenhall 1949. (übersetzt von Otto Wolf)
  - (deutsch) Eine feine Familie. Komödie in drei Akten. Ahn & Simrock, München 1995. (übersetzt von Barbara Basel)
  - (plattdeutsch) Manda Voss ward 106. Komödie. Vertriebsstelle und Verlag Deutscher Bühnenschriftsteller und Bühnenkomponisten, Norderstedt 1993. (übersetzt von Hartmut Cyriacks und Peter Nissen; aufgeführt 1993 im Ohnsorg-Theater mit Heidi Kabel in der Hauptrolle)
  - (verfilmt) Ihr 106. Geburtstag von Günther Lüders (1958)
- Nous étions trois. 1951.
  - (deutsch) Wir waren drei. Ein Stück aus der Normandie. Stück in 3 Akten. Desch, München 1952. (übersetzt von Charles Regnier, auch Hörspiel 1953)
- Le Pavillon des enfants. Pièce en 8 tableaux. 1955.
  - (deutsch) Der Kinderpavillon. Komödie in sechs Bildern. Strassegg, Bad Reichenhall 1956. (übersetzt von Peter Loos)

## Deutschsprachige Hörspielbearbeitungen
- 1953: Wir waren drei. Ein Stück aus der Normandie – Übersetzung: Charles Regnier; Bearbeitung: Walter Jensen, Friedrich-Carl Kobbe; Regie: Friedrich-Carl Kobbe (BR, Länge: 86'30 Minuten)
- 1953: Wir waren drei – Übersetzung: N. N.; Bearbeitung und Regie: Hanns Korngiebel (RIAS Berlin, Länge: 79'10 Minuten)
- 1958: Wir waren drei – Übersetzung: Nicht angegeben; Bearbeitung und Regie: Edwin Zbonek (ORF Wien, Länge: ca. 105 Minuten)

Quellen: OE1-Hörspieldatenbank für die österreichische und ARD-Hörspieldatenbank für die deutschen Produktionen